# Nimravidae

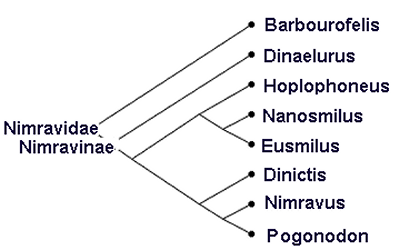
Cladograma de Nimravidae

Los nimrávidos (Nimravidae), a veces conocidos como falsos dientes de sable, son una familia extinta de mamíferos carnívoros. Algunos de ellos poseían una apariencia física similar a los dientes de sable del género Smilodon, pero no estaban estrechamente relacionados con ellos, sino que evolucionaron de manera similar debido a la evolución convergente. Eran endémicos en América del Norte, Europa y Asia; existieron durante el Eoceno y Mioceno (desde hace 42—7,2 millones de años), existiendo durante aproximadamente 34,8 millones de años.

## Características
La mayoría de los nimrávidos poseen cuerpos similares a los de los félidos, pero con las patas y la cola más cortas que en estos. Algunos autores la agrupan en tribu propia para mostrar la íntima relación entre los géneros de la familia. Algunos Nimravidae han evolucionado hacia una apariencia similar a la de los dientes de sable, otros, sin embargo, poseen una dentición similar a la de los neofelinos o a los gatos actuales con caninos más pequeños, y otros han desarrollado sus caninos un término medio entre los dientes de sable y los neofelinos. De todos modos, los caninos son en todos los casos más pequeños que los de los dientes de sable, y poseen una forma más cónica. Por esta razón, se les denomina a veces "falsos dientes de sable". No sólo poseen en común la dentición con los neofelinos, sino que también son más parecidos a éstos en tamaño y morfología que a los dientes de sable. Algunos de ellos poseen el tamaño de un leopardo, otros son más parecidos a los leones o tigres de hoy en día, y otros muchos al guepardo.

## Historia evolutiva
Tanto los nimrávidos como los félidos provienen de un antepasado común, y surgen debido a la separación entre Caniformia y Feliformia en el Eoceno Medio, hace 50 millones de años. Se han hallado fósiles de Nimravidae datados desde del período Eoceno hace 37 millones de años en la Formación White River, Wyoming, hasta el Mioceno Superior, hace apenas 5 millones de años. Sin embargo, fue hace 28 millones de años cuando la familia alcanzó mayor diversidad.

## Clasificación
- Subfamilia Nimravinae
  - Género Dinictis
    - Dinictis cyclops
    - Dinictis felina
    - Dinictis priseus
    - Dinictis squalidens

  - Género Dinaelurus
    - Dinaelurus crassus

  - Género Dinailurictis
    - Dinailurictis bonali

  - Género Eofelis
  - Género Nimravus
    - Nimravus altidens
    - Nimravus brachyops
    - Nimravus edwardsi
    - Nimravus gomphodus
    - Nimravus intermedius
    - Nimravus sectator

  - Género Pogonodon
    - Pogonodon davisi
    - Pogonodon platycopis

  - Género Quercylurus
    - Quercylurus major
- Subfamilia Hoplophoninae
  - Género Eusmilus
    - Eusmilus bidentatus
    - Eusmilus cerebralis
    - Eusmilus sicarius

  - Género Hoplophoneus
    - Hoplophoneus belli
    - Hoplophoneus dakotensis
    - Hoplophoneus occidentalis
    - Hoplophoneus latidens
    - Hoplophoneus mentalis
    - Hoplophoneus primaevus
    - Hoplophoneus robustus